# Abu Dhabi TV
Abu Dhabi TV (en arabe : قناة أبوظبي) est une chaîne de télévision émiratie diffusée depuis Abou Dabi, capitale des Émirats arabes unis.
Fondée en 1969 sous le nom de Abu Dhabi TV, elle appartient au groupe Abu Dhabi Media Company. Chaîne de format généraliste, elle mêle séries arabes, films, jeux télévisés, émissions de variétés, programmes pour enfants, sport, documentaires, reportages, débats et bulletins d'information, diffusés toutes les trois heures. Les grands événements du monde arabe bénéficient d'un traitement en profondeur, la chaîne mobilisant alors sa rédaction et son réseau de correspondants. Abu Dhabi TV a ainsi consacré une grande partie de son temps d'antenne à l'information durant la guerre en Irak de 2003, envoyant une quarantaine de journalistes et de techniciens sur le terrain, dont une femme reporter, la libanaise Iman Ghanem.
La chaîne, qui a recruté des journalistes dans plusieurs pays orientaux et européens (Égypte, Liban, pays du Maghreb), produit environ 60 % des émissions diffusées sur son antenne. Elle est diffusée aux Émirats arabes unis sur le réseau hertzien et par câble, mais aussi par satellite et ADSL au Moyen-Orient, en Europe, en Amérique et en Australie.
Rebaptisée Al-Aoula (La Première) en 2008, elle bénéficie depuis lors d'une nouvelle identité (nouveau logo, nouvelle présentation des programmes). Elle compte quatre « petites sœurs » : Abu Dhabi Al-Aoula + 1 (chaîne reprenant les programmes d'Abu Dhabi Al-Aoula avec une heure de décalage), Abu Dhabi Al-Emarat (chaîne généraliste), Abu Dhabi Al-Riyadiya (chaîne sportive) et Abu Dhabi Drama (séries).